# Орден ратне заставе
Орден ратне заставе (мкд. Орден на военото знаме; словен. Red vojne zastave) је био одликовање Социјалистичке Федеративне Републике Југославије, као и одликовање Савезне Републике Југославије и Државне заједнице Србије и Црне Горе. Додељивао се од 1951. до 2006. године.

## Историјат
Орден ратне заставе је установио Президијум Народне скупштине Федеративне Народне Републике Југославије 29. децембра 1951. године као одликовање за војне заслуге у једном степену. Додељивало се — војним старешинама, који у току рата покажу нарочиту храброст, самопожртвовање и умешност у командовању, као и за истакнуту улогу и изградњи, учвршћивању и оспособљавању оружаних снага СФРЈ. Носио се на левој страни груди.
Орден је био седмо одликовање у важносном реду одликовања СФРЈ, а од установљења до 1984. године додељено је укупно 209 Ордена ратне заставе — 205 југословенским држављанима, а 4 совјетским генералима (1964. године).
Након распада СФР Југославије, 1992. године одликовање се није додељивало све до 4. децембра 1998. године, када је доношењем Закона о одликовањима СР Југославије, поново уврштено у одликовања Савезне Републике Југославије, а касније и Државне заједнице СЦГ. Нови орден који се додељивао у СРЈ је имао три степена и додељивао се — за изузетне заслуге у командовању већим војним јединицама.

## Изглед одликовања

### СФРЈ
За израду ликовног решења Ордена ратне заставе био је расписан јавни конкурс. Резултат конкурса био је објављен у листу „Политика“ 27. августа 1953. године. Прву награду освојио је Григорије Самојлов, архитекта из Београда. Орден се састојао од грудне звезде сачињене од сребра, злата, брилијаната и рубина, димензија 75 милиметара у пречнику. У средишњем делу медаљона налази се војник са шлемом и пушком, а иза њега је развијена застава тробојка са петокраком. Медаљон уоквирује бели емајлирани круг на коме се налази ћирилично-латинични натпис: за слободу и независност — socijalističke domovine.
Када је 1998. године Орден уврштен у одликовања СР Југославије, претрпео је мање измене. Са заставе тробојке, која се налази из војника скинута је петокрака, док је ћирилично-латинични натпис на Ордену замењен ћириличним натписом: за слободу и независност отаџбине.

### СРЈ
Орден ратне заставе првог степена израђен је од злата и сребра. Има облик петокраке звезде, чији су краци зракасти. Средишњи део ордена сачињава рељеф кружног облика, од патинираног сребра, који приказује борца у ставу одбране, са заставама у позадини, које се вијоре. Рељеф је пречника 26мм. Оквир рељефа израђен јe од легуре бакра и цинка бело емајлиран са позлаћеним натписом: "За слободу и независност отаџбине". Текст је декорисан са две златне ловорове гранчице. На подножју оквира је златан перласти испуст, пречника 40мм. Средишњи део ордена налази се на стилизованој петокракој златној звезди, пречника 80мм, са зупчастим врховима (по пет у једном снопу), који се пружају од средишњег дела на звезди, а завршавају се између крака основне звезде и украшени су драгим камењем, и то: сваки средишњи, најдужи, са по седам рубина, леви и десни од средњег - са по шест брилијаната, а два крајња, најкраћа - са по пет брилијаната. Врпца ордена израђена је од црвене ребрасте свиле, ширине 36мм, са три златне усправне пруге. Пруге са стране широке су по Змм, а средња 5мм. Орден ратне заставе првог степена носи се на левој страни груди.
Орден ратне заставе другог степена израђен је од позлаћеног сребра. Има облик петокраке звезде, чији су зраци зракасти. Средишњи део ордена сачињава рељеф кружног облика, од патинираног сребра, који приказује борца у ставу одбране, са заставама у позадини, које се вијоре. Рељеф је пречника 26мм. Оквир рељефа израђен је од легуре бакра и цинка бело емајлиран са позлаћеним натписом: "За слободу и независност отаџбине". Текст је декорисан са две златне ловорове гранчице. На подножју оквира је златни перласти испуст, пречника 40мм. Средишњи део ордена налази се на стилизованој петокракој позлаћеној звезди, пречника 80 мм, са зупчастим врховима (по пет у једном снопу), који се пружају од средишњег дела на звезди. Између крака основне звезде налазе се сребрни краци који формирају другу петокраку звезду и који су рељефно обрађени као брилијанти. Врпца ордена израђена је од црвене ребрасте моариране свиле, ширине 36мм, са четири златне усправне пруге. Пруге са стране широке су по 3мм, а две средње по 1мм, тако да је растојање између њих lмм. Орден ратне заставе другог степена носи се на левој страни груди.
Орден ратне заставе трећег степена израђен је од сребра. Има облик петокраке звезде, чији су зраци зракасти. Средишњи део ордена сачињава рељеф кружног облика, од патинираног сребра, који приказује борца у ставу одбране, са заставама у позадини, које се вијоре. Рељеф је пречника 26мм. Оквир рељефа израђен је од легуре бакра и цинка бело емајлиран са позлаћеним натписом: "За слободу и независност отаџбине". Текст је декорисан са две златне ловорове гранчице. На подножју оквира је златни перласт испуст, пречника 40мм. Средишњи део ордена налази се на стилизованој петокракој посребреној звезди, пречника 80мм, са зупчастим врховима (по пет у једном снопу), који се пружају од средишњег дела на звезди. Између крака основне звезде налазе се сребрни краци који формирају другу петокраку звезду и који
су рељефно обрађени као брилијанти. Врпца ордена израђена је од црвене ребрасте моариране свиле, ширине 36мм, са пет златних усправних пруга. Пруге са стране широке су по 3мм, а три средње по 1мм, тако да је растојање између њих 1мм. Орден ратне заставе трећег степена носи се на левој страни груди.

## Носиоци одликовања
Неки од носилаца Ордена ратне заставе:
- СФР Југославија:

1. Михаило Апостолски
2. Радомир Бабић
3. Анте Банина
4. Мате Билобрк
5. Божо Божовић
6. Петар Брајовић
7. Јосип Броз Тито
8. Виктор Бубањ
9. Раде Булат
10. Антон Видмар
11. Димитрије Војводић
12. Димитрије Врбица
13. Ратко Вујовић
14. Саво Вукелић
15. Јован Вукотић
16. Љубо Вучковић
17. Иван Гошњак
18. Петар Грачанин
19. Пеко Дапчевић
20. Ненад Дракулић
21. Ђуро Дулић
22. Бошко Ђуричковић
23. Милинко Ђуровић
24. Милан Жежељ
25. Милан Зорић
26. Павле Јакшић
27. Мате Јерковић
28. Ђоко Јованић
29. Радивоје Јовановић
30. Радослав Јовић
31. Вељко Кадијевић
32. Петар Клеут
33. Вељко Ковачевић
34. Војо Ковачевић
35. Перо Косорић
36. Божидар Краут
37. Божо Лазаревић
38. Данило Лекић
39. Ђуро Лончаревић
40. Глигорије Мандић
41. Ратко Мартиновић
42. Милоје Милојевић
43. Милутин Морача
44. Коста Нађ
45. Живојин Николић
46. Гојко Николиш
47. Стеван Опсеница
48. Душан Пекић
49. Марко Перичин
50. Руди Петовар
51. Драгољуб Петровић
52. Радо Пехачек
53. Бојан Полак
54. Војин Поповић
55. Коча Поповић
56. Ђурађ Предојевић
57. Иван Рукавина
58. Срета Савић
59. Едуард Сантини
60. Василије Смајевић
61. Милија Станишић
62. Франц Тавчар
63. Велимир Терзић
64. Средоје Урошевић
65. Раде Хамовић
66. Иван Хариш
67. Милан Шакић
68. Бошко Шиљеговић

- Совјетски Савез:

1. Афанаси Белобородов
2. Василиј Давиденко
3. Алексеј Епишев

- СР Југославија:

1. Владимир Лазаревић